# Архангельск (альбом)
«Архангельск» — двадцать первый студийный альбом российской группы «Аквариум». Он был представлен 23 сентября 2011 года на сайте kroogi.com и в концертной программе «Огонь Вавилона» в московском Live Music Hall, а несколько дней спустя диск появился на физических носителях. По словам Бориса Гребенщикова, это самая тяжёлая по звучанию пластинка за всю историю коллектива. Он отметил также, что название работы «имеет отношение к месту, где находятся архангелы».
Диск дебютировал на седьмом месте в российском чарте продаж, составляемом компанией «2М», и через две недели поднялся до второй строчки.

## Описание
За два года было написано около 20 песен; в альбом вошли девять треков, один из которых — короткая инструментальная композиция. Запись альбома проходила с июля 2010-го до начала сентября 2011 года в арт-центре «Пушкинская, 10» (Санкт-Петербург), на лондонской студии Livingston и на студии Amberville, расположенной в одной североирландской деревне в районе Антрим. Первоначально Гребенщиков планировал записать альбом, не используя традиционные ударные инструменты, однако впоследствии он остался недоволен результатом, и начался поиск барабанщика. Группа работала с Дэйвом Мэттаксом и Аликом Потапкиным, в итоге остановив выбор на Лиаме Бредли, игравшем ранее с Ван Моррисоном. Он будет также принимать участие в новой концертной программе.

## Список композиций
Слова и музыка всех песен — Бориса Гребенщикова, за исключением трека «Пролёт аэростатов над полем клевера» (Игорь Тимофеев).
| №  | Название                              | Длительность |
| -- | ------------------------------------- | ------------ |
| 1. | «Назад в Архангельск»                 | 4:03         |
| 2. | «Красная река»                        | 3:55         |
| 3. | «Пролёт аэростатов над полем клевера» | 0:18         |
| 4. | «Марш священных коров»                | 4:49         |
| 5. | «Капитан Беллерофонт»                 | 3:52         |
| 6. | «Тайный Узбек»                        | 6:19         |
| 7. | «Огонь Вавилона»                      | 6:46         |
| 8. | «Небо цвета дождя»                    | 4:45         |
| 9. | «На ход ноги»                         | 7:38         |

## Участники
- Борис Гребенщиков (БГ) — вокал, гитара, автор песен
- Борис Рубекин — клавишные, бэк-вокал
- Игорь Тимофеев — гитара, саксофон, флейта, мандолина, бэк-вокал
- Олег Шар — перкуссия, бэк-вокал
- Андрей Суротдинов — скрипка
- Александр «Тит» Титов — бас-гитара
- Брайан Финнеган — флейта
- Лиам Брэдли — барабаны

Приглашённые музыканты
- Фил Каннингем — аккордеон (9)
- Шон Ог Грэм — баян (4)
- Майки Роу — Орган Хаммонда, меллотрон, space keyboard, фортепиано (6)
- Карен Стрит — аккордеон (9)
- Меабх О’Харе — фидель (2)
- Бекки Тейлор — нортумбрийская волынка (2)
- Брона Грэм — банджо
- Нейл Мак-Колл — банджо
- Оэн О’Брайен — арфа
- Сэнди Лосон — диджериду
- Барри Керр — ирландская волынка
- Тиарнан О’Дуиннхинн — волынка
- The Kickhorns (5, 7)
- Кеннет Шаффер — азбука Морзе
- Оператор звукозаписи — Джерри Бойс
- Запись музыкальных звуков — Борис Рубекин
- Мастеринг — А. Субботин
- Дизайн — Борис Гребенщиков / Владимир Забавский
- Фото — Павел Антонов и Борис Гребенщиков